# Elephantomyia (Elephantomyia) schwetzi
Elephantomyia (Elephantomyia) schwetzi is een tweevleugelige uit de familie steltmuggen (Limoniidae). De soort komt voor in het Afrotropisch gebied.